# Sparkasse Ostprignitz-Ruppin
Die Sparkasse Ostprignitz-Ruppin ist eine Sparkasse in Brandenburg mit Sitz in Neuruppin. Sie ist eine Anstalt des öffentlichen Rechts.

## Geschäftsgebiet und Träger
Das Geschäftsgebiet der Sparkasse Ostprignitz-Ruppin umfasst den Landkreis Ostprignitz-Ruppin, welcher auch Träger der Sparkasse ist.

## Geschäftszahlen
Die Sparkasse Ostprignitz-Ruppin wies im Geschäftsjahr 2023 eine Bilanzsumme von 1,585 Mrd. Euro aus und verfügte über Kundeneinlagen von 1,318 Mrd. Euro. Gemäß der Sparkassenrangliste 2023 liegt sie nach Bilanzsumme auf Rang 272. Sie unterhält 14 Filialen/Selbstbedienungsstandorte und beschäftigt 228 Mitarbeiter.

## Sparkassen-Finanzgruppe
Die Sparkasse Ostprignitz-Ruppin ist Teil der Sparkassen-Finanzgruppe und gehört damit auch ihrem Haftungsverbund an. Er sichert den Bestand der Institute und sorgt dafür, dass sie auch im Fall der Insolvenz einzelner Sparkassen alle Verbindlichkeiten erfüllen können. Die Sparkasse vermittelt Bausparverträge der regionalen Landesbausparkasse, offene Investmentfonds der Deka und Versicherungen der Feuersozietät. Im Bereich des Leasing arbeitet die Sparkasse Ostprignitz-Ruppin mit der  Deutschen Leasing zusammen. Die Funktion der Sparkassenzentralbank nimmt die Landesbank Hessen-Thüringen wahr.